# Xã Bloom, Quận Wood, Ohio
Xã Bloom (tiếng Anh: Bloom Township) là một xã thuộc quận Wood, tiểu bang Ohio, Hoa Kỳ. Năm 2010, dân số của xã này là 2.609 người.